# Paris-Roubaix 1921
La 22e édition de la course cycliste Paris-Roubaix a eu lieu le 27 mars 1921 et a été remportée pour la deuxième fois par le Français Henri Pélissier après 1919.

## Classement final
|    | Cycliste          | Équipe         | Temps |
| -- | ----------------- | -------------- | ----- |
| 1  | Henri Pélissier   | JB Louvet-Soly |       |
| 2  | Francis Pélissier | JB Louvet-Soly |       |
| 3  | Léon Scieur       | La Française   |       |
| 4  | René Vermandel    | -              |       |
| 5  | Romain Bellenger  | Peugeot        |       |
| 6  | Paul Deman        | -              |       |
| 7  | Hector Tiberghien | -              |       |
| 8  | Félix Goethals    | -              |       |
| 9  | Émile Masson      | Alcyon         |       |
| 10 | Alfred Steux      | -              |       |